# Купершлак

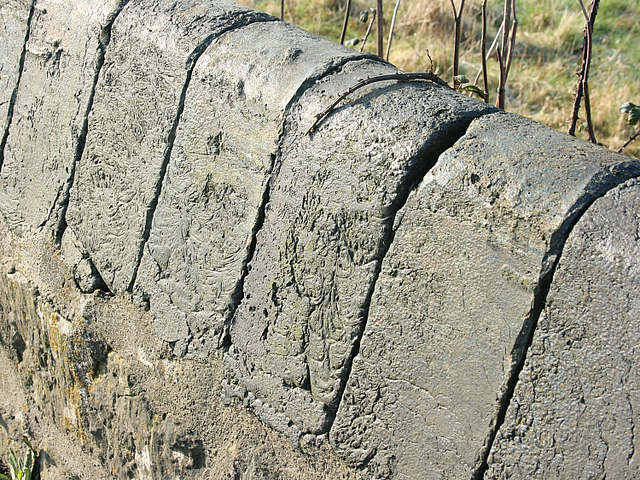
Ограждение из блоков купершлака.

Купершла́к (от англ. Copper slag — медный шлак) — шлак (отход, побочный продукт) от производства меди, силикатный материал, получаемый при выплавке меди из медесодержащей руды.
В различных странах материал известен под разными названиями: купершлак, купрумшлак от лат. Cuprum, купфершлак от нем. Kupfer. Соответственно, в России — медный шлак, а также в профессиональной среде употребляются все перечисленные выше наименования. В зависимости от процентного соотношения окислов, скорости и условий остывания шлаков, они могут получать свойства вулканической пемзы или твёрдого гранита, а также рассыпаться в мелкий песок.

## Производство
В процессе плавки меди образуется силикат в виде шлака, который отделяют.
Один из распространенных способов формирования затвердевшего шлака из расплавленного состояния — грануляция. Гранулированный шлак, или граншлак, получается путём быстрого охлаждения массы водой, воздухом, паром. Способы грануляции шлака разделяются на сухой, воздушный, полусухой и мокрый.

## Свойства
Гранулированный купершлак имеет черную окраску и стекловидный блеск, не подвержен распаду, водопоглощение не превышает 0,6%. , материал не имеет запаха, инертен. В своём итоговом составе практически не имеет частиц меди, так как её извлекли промышленным способом из медесодержащей руды.
Купершлак не содержит кварц в чистой форме, что предохраняет от силикоза. Купершлак имеет высокую удельную массу. 

## Применение
Из гранулированного купершлака, путем переработки на специальном дробильно-сортировочном оборудовании, получают песок, который используется в строительстве в частности:
- сырье для изготовления вяжущих веществ автоклавного твердения, для получения бетона различных марок,
- заполнители для шлакобетонов,
- получают один из материалов для бластинга (струйной очистки поверхности),
- в качестве декоративной отсыпки в ландшафтном дизайне,
- противопожарная отсыпка в ландшафтной планировке,
- в качестве добавки и заполнителя при производстве наливных полов,
- в качестве плотных заполнителей и засыпок для тяжелых и мелкозернистых бетонов и растворов,
- в качестве посыпки и заполнителя при производстве отделочных и кровельных материалов (наполнители декоративные).